# Vochysia grandis
Vochysia grandis är en tvåhjärtbladig växtart som beskrevs av Carl Friedrich Philipp von Martius. Vochysia grandis ingår i släktet Vochysia och familjen Vochysiaceae.

## Underarter
Arten delas in i följande underarter:
- V. g. douvillei
- V. g. uaupensis